# Vladimír Vyoral
Vladimír Vyoral (Praga, 5 dicembre 1961) è un ex cestista e allenatore di pallacanestro cecoslovacco, dal 1993 ceco.

## Carriera
Con la Cecoslovacchia ha disputato due edizioni dei Campionati europei (1985, 1991).